# Désenclavement
Désenclavement ist ein wichtiger Fachbegriff der französischen Berggebietspolitik und Raumplanung, der so gut wie nicht ins Deutsche übersetzbar ist. Er beschreibt das Aufheben einer räumlichen Abgeschlossenheit durch den Bau neuer Verkehrsstrukturen, vorwiegend in Form neuer Straßen, und ist ausschließlich positiv konnotiert.